# Friedrich Delbrück

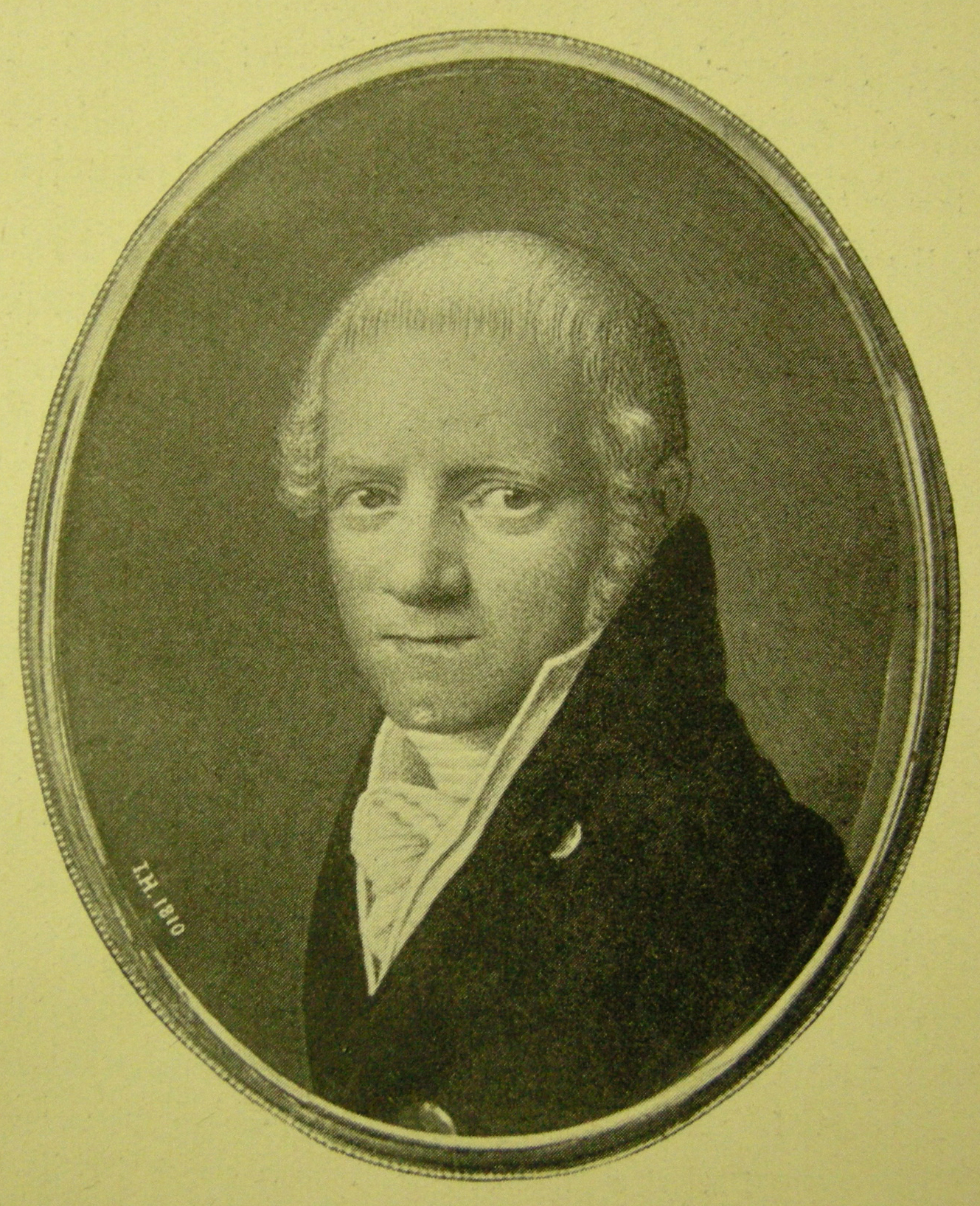
Friedrich Delbrück 1810 von Johann Heusinger

Johann Friedrich Gottlieb Delbrück (* 22. August 1768 in Magdeburg; † 4. Juli 1830 in Zeitz) war ein preußischer Theologe und Pädagoge (Erzieher).

## Familie
J.F.G. Delbrücks Bruder Karl war preußischer Handelskonsul in Bordeaux; der Bruder Johann Friedrich Ferdinand war Universitätslehrer in Bonn.
Friedrich, seit 1815 mit Emilie Juliane geb. Meckelnburg verheiratet, begründete den berühmtesten Stamm der alten und vor allem für Juristen, Politiker, Theologen und Bankiers bekannten Familie Delbrück, die auch den Nobelpreisträger Max Delbrück hervorgebracht hat. Sohn von Johann Friedrich Gottlieb Delbrück war der preußische Politiker und Leiter des Kanzleramtes unter Otto von Bismarck Rudolph von Delbrück, sein Neffe Adelbert Delbrück war der Gründer der heutigen Deutschen Bank.

## Leben
Friedrich Delbrück, ältester Sohn des Magdeburger Advokaten und Ratsmanns Friedrich Heinrich Delbrück († 1783), machte schon vor Beginn seines Studiums die Bekanntschaft des Reformpädagogen Johann Bernhard Basedow und verbrachte im Jahr 1786 viel Zeit in seiner Gesellschaft. Delbrück war zwar kein unbedingter Anhänger des Pädagogen und Schriftstellers Johann Bernhard Basedow, doch dessen menschenfreundliche Bildungskonzeption nahm auf ihn durchaus Einfluss. Basedow war ein Verfechter des sogenannten Philanthropinismus gewesen, einer Strömung der Aufklärung, die die Natur des Kindes zum Bezugspunkt aller pädagogischen Maßnahmen machte.
Ab 1787 studierte Delbrück an der Universität Halle evangelische Theologie, Philologie und Philosophie, unter anderem bei Friedrich August Wolf. 1790 erlangte er mit einer Dissertation über Aristoteles’ Nikomachische Ethik den Doktorgrad. Ab 1792 war er Rektor des Magdeburger Pädagogiums. Im Jahr 1800 wurde er auf Empfehlung seines ehemaligen Lehrers August Hermann Niemeyer am preußischen Hof angestellt. Dort war er Erzieher des späteren preußischen Königs Friedrich Wilhelm IV. Mit dem äußerst lebhaften Friedrich Wilhelm hatte Delbrück anfangs große Probleme. Doch mit der Zeit gelang es ihm, dessen Vertrauen zu gewinnen, indem er die künstlerischen Fähigkeiten des Prinzen erkannte und fördern ließ. Mit seinem sentimentalen und romantischen Wesen wurde Delbrück darüber hinaus zu einem engen Vertrauten Friedrich Wilhelms.
Seit dem 24. Mai 1801 wurde auch der Bruder Friedrich Wilhelms, der spätere Kaiser Wilhelm I. von Delbrück erzogen. Diesen Tag sollte Wilhelm in seiner Zeit als Monarch mit einer jährlichen Gedächtnisfeier würdigen. Wilhelm erwies sich dabei für Delbrück als charakterlich sehr viel weniger kompliziert als Friedrich Wilhelm. Er war ruhig, anpassungsfähig und verständig – das genaue Gegenteil seines älteren Bruders. Später übernahm Delbrück auch noch die Erziehung der 1798 geborenen Charlotte von Preußen, der späteren russischen Zarin. Um den drei königlichen Geschwistern beizubringen, mit Verantwortung richtig umzugehen, griff Delbrück zu ungewöhnlichen Herangehensweisen: Er ließ sie beispielsweise Gemüsegärten anbauen, die sie selbst „gießen, schneiden und ernten“ sollten. Neben der Erziehung pflegte Delbrück aber auch Umgang mit Königin Luise, die ihn regelmäßig zum Tee und Gespräch über wissenschaftliche und künstlerische Themen einlud.
Königin Luise war zugleich auch die wichtigste Fürsprecherin Delbrücks. König Friedrich Wilhelm III. kritisierte hingegen häufig die Weichheit Delbrücks im Umgang mit den Heranwachsenden. Er war der Überzeugung, dass die Prinzen vor allem in militärischer Disziplin erzogen werden sollten, da sie womöglich nicht mehr im Frieden regieren würden. Aus Sicht des Königs schien Delbrück als Zivilist dieser Anforderungen wenig gewachsen zu sein. Zur Überprüfung von Delbrücks Fähigkeiten als Erzieher hatte Delbrück daher dem König und der Königin tagebuchartige Berichte über die Lernfortschritte vorzulegen. Diese Aufzeichnungen sind für Historiker noch heute die wichtigste Quellen zur Kindheit und frühen Jugend der späteren Monarchen Friedrich Wilhelm IV. und Wilhelm I.
1809 wurde er zum Geheimen Regierungsrat ernannt und dabei von der Erziehung des Kronprinzen entbunden. Als Grund wird seine angeblich zu „lasche“ Handhabung insbesondere des Kronprinzen Friedrich Wilhelm angesehen; Delbrücks Versuch, den Prinzen zu einem ästhetisch und moralisch feinfühligen Menschen zu bilden, war aus Sicht der Eltern Friedrich Wilhelm III. und Königin Luise in Widerspruch zu politischen Notwendigkeiten geraten. Das Angebot, weiter die Erziehung der Prinzen Wilhelm und Karl zu leiten, schlug Delbrück aus. Ihm wurde aber gestattet, bis Mitte 1810 in der Nähe der Kinder zu bleiben. Sein Nachfolger als Erzieher wurde Jean Pierre Frédéric Ancillon.
Delbrück galt als „schwärmerischer“ Romantiker. 1811 veröffentlichte er ein Buch mit dem Titel Ansichten der Gemüthswelt, in dem er von einem sehr idealistischen Standpunkt aus Reformvorschläge für die Pädagogik machte.
Nach einer Reise durch Italien, Frankreich und die Schweiz kehrte Delbrück 1813 nach Deutschland zurück, wo er als Feldprediger in den Befreiungskriegen wirken wollte; tatsächlich leistete er allerdings nur Dienst in Feldlazaretten. Von 1814 bis 1817 predigte er nun in Berlin, 1817 übernahm er das Pastorat an der St. Michaeliskirche und die damit verbundene Superintendentur in Zeitz, wo er 1830 starb.

## Werke
- Ein Gastmahl. Reden und Gespräche über die Dichtkunst. Realschulbuchhandlung, Berlin 1809. (Digitalisat)
- Ansichten der Gemüthswelt. Heinrichshofen, Magdeburg 1811. (Digitalisat)
- Predigten mit Hinsicht auf den kirchlichen Zeitgeist und die Geschichte des Vaterlandes. Nicolai, Berlin 1816.
- Sokrates. Betrachtungen und Untersuchungen. Bachem, Köln 1819. (Digitalisat)
- Lehrsätze, Rathschläge und Fragen über Erziehung und Unterweisung der Jugend. Marcus, Bonn 1823. (Digitalisat)
- Xenophon. Zur Rettung seiner durch B. G. Niebuhr gefährdeten Ehre. Marcus, Bonn 1829. (Digitalisat)
- Philosophie. Marcus, Bonn 1832. (Digitalisat)
- Der verewigte Schleiermacher. Ein Beytrag zu gerechter Würdigung desselben seinen Verehrern geziemend dargeboten. Marcus, Bonn 1837. (Digitalisat)